# Стедман, Сеймур
Сеймур Стедман (англ. Seymour Stedman; 4 июля 1871 – 9 июля 1948) — американский юрист и политик, представлявший Социалистическую партию Америки. Родившись в Хартфорде в Коннектикуте, он начал работать пастухом и уборщиком. Вскоре он решил стать юристом и вступил в демократическую партию, но покинул её после того, как президент-демократ Гровер Кливленд подавил Пульмановскую забастовку, возглавляемую Юджином Дебсом, при помощи армии. Стедман вступил в Народную, а затем и в Социалистическую партии; он был одним из первых сторонников выдвижения Дебса на пост президента США. Стедман активно занимался работой внутри Социалистической партии, будучи партийным кандидатом на пост мэра Чикаго в 1915 году.
Во время Первой мировой войны он был видным защитником противников участия США в войне, обвинённых в нарушении закона о подстрекательстве к мятежу, в частности, Роуз Пастор Стоукс и многих известных социалистов. В 1920 году на съезде Социалистической партии Стедман был выдвинут на пост вице-президента. Поскольку выдвинутый в президенты Дебс в это время находился в тюрьме, Стедман проводил кампанию вместо него и отправился в путешествие по стране, выступая с речами в поддержку партии. В поздний период своей жизни он некоторое время состоял в Коммунистической партии США; Стедман умер в 1948 году.

## Биография
Сеймур Стедман родился в Хартфорде в Коннектикуте 4 июля 1871 года в семье англосаксов, чьи предки жили в США как минимум с времён войны за независимость. Финансовые трудности вынудили семью Стедмана переехать на запад и обосноваться в Соломоне в штате Канзас, где неблагоприятные погодные условия ещё больше усугубили нищету семьи. Молодому Сеймуру пришлось бросить школу в третьем классе, чтобы устроиться на работу пастухом овец за 5 долларов в месяц, чтобы помочь семье свести концы с концами.
Стедманы переехали в Чикаго в 1881 году, после чего Сеймур устроился на работу в производственную компанию посыльным. Позже он стал работать уборщиком в другой чикагской фирме.  Эта работа оставляла ему достаточно времени для чтения и вскоре он впервые заинтересовался политическими идеями и стал обсуждать мировые проблемы с друзьями. В результате Стедман стал приверженцем системы единого налога, пропагандируемой Генри Джорджем.
В 1889 году Стедман решил стать юристом и обратился к декану юридического факультета Северо-Западного университета и рассказал ему о своих целях, признавшись, что у него было всего три года формального образования. Декан смягчился и принял Стедмана в университет. Он продолжал работать уборщиком днем и посещать университетские лекции вечером. В конечном итоге в 1891 году он был принят в Ассоциацию адвокатов штата Иллинойс.
В 1890 году Стедман решил стать оратором и выступать в поддержку демократической партии. Он оттачивал свое мастерство, выступая перед публикой, специализируясь на вопросах, связанных с тарифным законодательством. Однако в 1894 году, когда Пульмановская стачка Американского союза железнодорожников во главе с Юджином Дебсом, проходившая в Чикаго и поддержанная Стедманом, была подавлена федеральными войсками, отправленными в Иллинойс президентом Гровером Кливлендом, Стедман вышел из партии в знак протеста.
После поражения забастовки Дебс был заключён на шесть месяцев в тюрьму Вудсток в Чикаго, где он обратился к доктрине социализма благодаря визитам висконсинского социалиста Виктора Бергера. Тем временем Стедман ненадолго вступил в Народную партию в качестве радикального популиста. Он был одним из первых сторонников выдвижения Дебса на пост президента Соединённых Штатов, создав клуб его сторонников 20 мая 1896 года.
Стедман был избран делегатов на Национальный съезд Народной партии 1896 года, который состоялся в Сент-Луисе, где он попытался склонить делегатов к выдвижению Дебса в качестве кандидата от организации на пост президента Соединенных Штатов. Почти треть из 1300 собравшихся делегатов подписали петицию, призывающую к выдвижению Дебса, но эти усилия были сорваны сторонниками Уильяма Дженнингса Брайана. На следующий день на съезде было зачитано заявление Дебса, в котором говорилось, что он не желает баллотироваться на пост президента, после чего Стедман поддержал Брайана в кампании 1896 года.
В 1897 году Виктор Бергер решил заняться преобразованием Социал-демократии Америки, организации, созданной с целью создания социалистической колонии в каком-либо западноамериканском штате, в полноценную социалистическую политическую партию. Он, Дебс, Стедман и другие объединились для этой цели, борьба за реализацию которой достигла кульминации на жарком съезде организации в июне 1898 года. Несмотря на все усилия, сторонники создания партии потерпели поражение, после чего покинули движение и создали Социал-демократическую партию Америки.
С 1898 года Стедман был членом правящего Национального исполнительного комитета социал-демократов. Когда после долгих ожесточённых дебатов эта организация образовала Социалистическую партию Америки в 1901 году, он стал одним из её основателей.
В 1904 году Стедман стал кандидатом от Социалистической партии на пост прокурора округа Кук. Его имя было предложено для выдвижения на пост вице-президента Соединенных Штатов на съезде социалистов в 1908 году в Чикаго, но он уступил Бенджамину Ханфорду, получив 46 голосов против 106. В том же году он снова был кандидатом от партии на пост прокурора округа Кук. В 1912 году Стедман был избран в Палату представителей Иллинойса как один из трех представителей от 13-го округа вместе с действующим республиканцем Бентоном Клееманом и кандидатом от Прогрессивной партии Элмером Шнакенбергом. Он был кандидатом от социалистов на пост спикера Палаты представителей Иллинойса на 48-й Генеральной ассамблее. В 1914 году Стедман проиграл перевыборы.

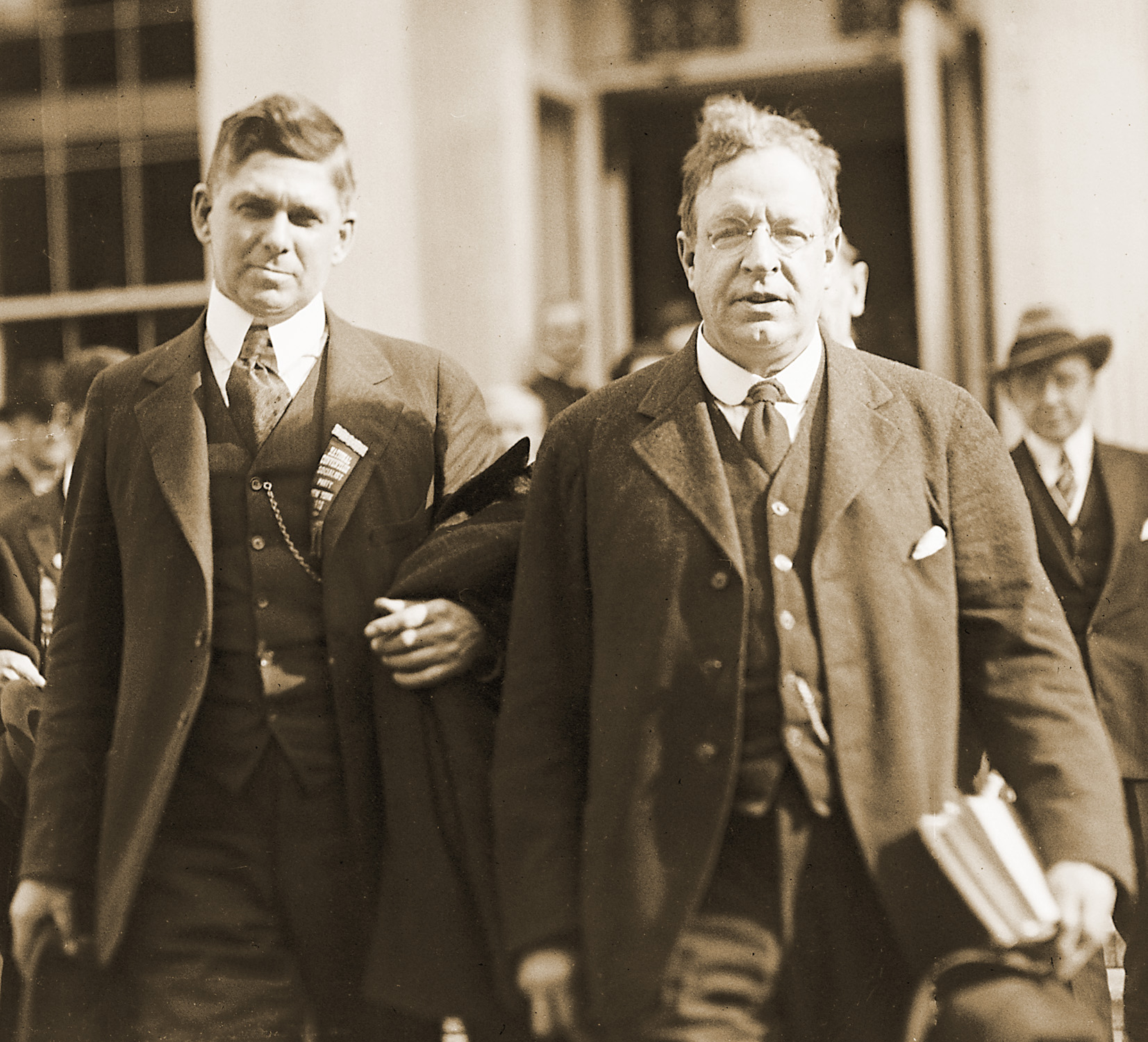
Стедман (справа) покидает тюрьму в Атланте, в которой содержался Дебс

В 1915 году Стедман был социалистическим кандидатом на пост мэра Чикаго. Во время первой мировой войны Стедман защищал её противников, обвинённых в нарушении законов о шпионаже и подстрекательстве к мятежу, в судах. Среди его подзащитных была Роуз Пастор Стоукс и многие лидеры социалистической партии. Перед выборами 1920 года социалисты номинировали Стедмана на пост вице-президента от партии вместе с Дебсом, который стал кандидатом на пост президента в пятый раз. Поскольку в то время Дебс находился в тюрьме за выступление против участия США в войне, Стедман выступал вместно него в ходе предвыборной кампании.
В поздний период своей жизни Стедман вступил в Коммунистическую партию США. Он умер 9 июля 1948 года в Чикаго.

## Работы
- Socialist Senatorial Nominating Speeches: Barney Berlyn Nominated by Seymour Stedman, Duncan McDonald nominated by C.M. Madsen: A Clear Statement of the Purpose and Policy of the Socialist Party. Chicago: Socialist Party, 1913.
- Issues of 1914. With others. Chicago: Campaign Committee of Cook County Socialist Party, 1914.
- Socialism and Peace. With Oliver Wilson. Chicago: Socialist Party of Illinois, 1917.
- The Debs case; a complete history Chicago, Ill, Socialist Party, National Office, 1919.